# Темна Вежа I: Стрілець
«Шукач» (англ. The Gunslinger — «Стрілець») — роман американського письменника Стівена Кінга, що розпочинає серію романів про Темну Вежу, яку Кінг презентує як свій Magnum opus. Автор розпочав роботу над романом в 1970 році, а закінчив в 1980. Протягом 1978—1981 рр. роман публікувався окремими повістями в періодиці. Повністю роман вийшов 1982 року. 2003 року, перед виходом останніх трьох частин серії, вийшла нова виправлена і доповнена редакція роману. 
Вийшов українською 2007 року у видавництві Книжковий клуб «Клуб сімейного дозвілля» в рамках проєкту «Світові бестселери — українською».

## Анотація
Україна
Це перша книжка з славнозвісної епопеї «Темна вежа». Серія розповідає про пригоди Роланда, який був лицарем-стрільцем у рідній країні, яку він згадує з сумом. Через зраду придворного Мартена, що став коханцем його матері, Роланд має вирушити у далекі мандри. Його метою стає пошук Темної вежі, Роландові необхідно пройти по слідах чоловіка у чорному, який залишає по собі численні смерті... І ось чоловіка у чорному переможено. Чи стала Вежа ближче хоч на крок?
І знову стрілець відчув, як серце стискає страшенна нудьга. Патрон у пальцях зненацька здався йому жахливою тінню якоїсь потвори. Впустивши його на долоню, стрілець до болю стиснув руку в кулак. Вибухни він тієї миті, стрілець би тільки зрадів такому кінцеві своєї спритної руки, бо єдиним справжнім її хистом було вбивство. Світ був немислимий без убивства, та ці слова, сказані самому собі, звучали непереконливо й полегшення не давали. Вбивство, зґвалтування, невимовно жахливі діяння. І все це заради добра, проклятущого добра, кривавого міфу, заради ґрааля, заради Вежі. Десь там, посеред світу, стояла Вежа...

## Сюжет
У цьому томі розповідається про те, як Роланд із Ґілеаду переслідує й нарешті наздоганяє Волтера — чоловіка в чорному, який вдає з себе друга Роландового батька, але насправді прислуговується могутньому чаклунові Мартену. Втім, упіймати це напівлюдське створіння — не остаточна мета Роланда, це радше засіб досягти мети: стрілець хоче добутися Темної Вежі, де сподівається зупинити прискорене руйнування Серединного світу, можливо, навіть повернути його у зворотний бік.
Роланд — лицар, останній зі своєї когорти, лицар, одержимий Вежею, яка стала для нього єдиною метою існування. Саме таким він постає перед нами вперше. Ми дізнаємося, що він був змушений рано пройти випробування на дорослість — його спонукав до цього Мартен, який звабив Роландову матір, зробивши її своєю коханкою. Мартен щиро сподівається, що Роланд не витримає випробування і його відішлють «на захід», а батькові револьвери назавжди зостануться тільки в мріях хлопця. Проте Роланд ущент руйнує Мартенові плани, бо гідно витримує випробування… здебільшого тому, що мудро обрав собі зброю.
Ми також знаємо, що у якийсь дивний і жахливий спосіб світ Роланда у своїй основі пов'язаний із нашим. Спершу цей зв'язок виринає на поверхню, коли на придорожній станції в пустелі Роланд зустрічає Джейка, хлопчика з Нью-Йорка 1977 року. З нашого світу відкриваються проходи у світ Роланда, і, як виявляється, одним із таких проходів є смерть. Саме через неї Джейк потрапляє до Серединного світу — його штовхають на проїжджу частину 43-ї вулиці, де хлопчика розчавлює колесами автомобіль. Його вбивцею став чоловік, на ім'я Джек Морт… та тільки тієї миті його свідомістю керував інший — старий Роландів ворог, Волтер.
Та не встигають Джейк і Роландом дістатися до Волтера, як хлопчик знову помирає. Цього разу через Роланда: поставши перед вибором між своїм символічним сином і Темною Вежею, стрілець обирає Вежу. Перед тим, як впасти у прірву, Джейк каже: «Вперед! Цей світ не єдиний, існують інші».
Фінальне протистояння між Роландом і Волтером відбувається неподалік Західного моря. У довгу ніч розмови чоловік у чорному пророкує Роландове майбутнє за допомогою дивної колоди карт таро. Особливу увагу Роланд мусить звернути на три карти — В'язня, Даму тіней і Смерть («але не для тебе стрільцю»).

## Український переклад
- Стівен Кінґ. Темна Вежа I: Шукач. Переклад з англійської: Олена Любенко. Харків: Книжковий Клуб «Клуб Сімейного Дозвілля», 2007. 240 c. ISBN 978-966-343-547-3
- (2-ге видання) Стівен Кінґ. Темна Вежа I: Шукач. Переклад з англійської: Олена Любенко. Харків: Книжковий Клуб «Клуб Сімейного Дозвілля», 2008. 240 c. ISBN 978-966-343-547-3
- (3-тє видання) Стівен Кінґ. Темна Вежа I: Шукач. Переклад з англійської: Олена Любенко. Харків: Книжковий Клуб «Клуб Сімейного Дозвілля», 2015. 237 c. ISBN 978-966-14-4627-3

## Історія створення
Натхненням для Темної вежі послугувала поема Роберта Браунінга «Чайлд-Роланд до Темної Вежі прийшов» і Т. С. Еліота «Безплідні землі». Кінг задумав, що непогано б було переробити дану поему і навіть почав писати чорновий варіант на яскраво зеленому папері, який знайшов в бібліотеці. У передмові до нової редакції, автор також згадує фільм «Гарний, поганий і злий» і роман «Володар перснів» як натхненників.